# Cancer provoqué par le nickel
Un cancer provoqué par le nickel peut être reconnue comme maladie professionnelle dans certains pays, sous conditions.
Ce sujet relève du domaine de la législation sur la protection sociale et a un caractère davantage juridique que médical. Pour la description clinique de la maladie se reporter à l'article suivant :

## Législation enFrance

### Régime général
| Fiche Maladie professionnelle | Fiche Maladie professionnelle | Fiche Maladie professionnelle |
| Ce tableau définit les critères à prendre en compte pour qu'un cancer provoqué par le nickel soit pris en charge au titre de la maladie professionnelle | Ce tableau définit les critères à prendre en compte pour qu'un cancer provoqué par le nickel soit pris en charge au titre de la maladie professionnelle | Ce tableau définit les critères à prendre en compte pour qu'un cancer provoqué par le nickel soit pris en charge au titre de la maladie professionnelle |
| Régime Général. Date de création : 28 juillet 1987 | Régime Général. Date de création : 28 juillet 1987 | Régime Général. Date de création : 28 juillet 1987 |
| Tableau N° 37 ter RG | Tableau N° 37 ter RG | Tableau N° 37 ter RG |
| Cancers provoqués par les opérations de grillage des mattes de nickel                                                                                   | Cancers provoqués par les opérations de grillage des mattes de nickel                                                                                   | Cancers provoqués par les opérations de grillage des mattes de nickel                                                                                   |
| --- | --- | --- |
| Désignation des Maladies | Délai de prise en charge | Liste indicative des principaux travaux susceptibles de provoquer ces maladies                                                                          |
| Cancer primitif de l'ethmoïde et des sinus de la face.                                                                                                  | 40 ans | Opérations de grillage des mattes de nickel. |
| Cancer bronchique primitif. | | |
| Date de mise à jour : | | |

### Données médicales
Le Nickel métal est inscrit sur la liste des cancérogènes possibles pour l'homme du groupe 2B du CIRC
Les composés du Nickel sont inscrits sur la liste des cancérogènes certains pour l'homme du groupe 1 du CIRC